# Vitrohon, Bilovodsk
Vitrohon (în ucraineană Вітрогон) este un sat în comuna Danîlivka din raionul Bilovodsk, regiunea Luhansk, Ucraina.

## Demografie
Componența lingvistică a localității Vitrohon
     Ucraineană (62,18%)
     Rusă (37,82%)
Conform recensământului din 2001, majoritatea populației localității Vitrohon era vorbitoare de ucraineană (62,18%), existând în minoritate și vorbitori de rusă (37,82%).